# Haley Eckerman
Haley Eckerman (ur. 10 listopada 1992 w Waterloo) – amerykańska siatkarka, grająca na pozycji atakującej i przyjmującej. Od sezonu 2017/2018 występuje w rosyjskiej Superlidze, w drużynie Proton Bałakowo.

## Sukcesy klubowe
Mistrzostwa Uniwersyteckie:
- 2012